# 巴甫利夫卡 (上羅哈奇克市鎮)
47°8′11″N 34°24′3″E / 47.13639°N 34.40083°E
巴甫利夫卡（烏克蘭語：Павлівка）是位於烏克蘭南部的村莊，由赫爾松州卡霍夫卡區的上羅哈奇克市鎮負責管轄。該村面積1.54平方公里，海拔高度77米，2001年人口359，人口密度每平方公里232.9人。